# قطعنامه ۶۸۹ شورای امنیت
قطعنامه ۶۸۹ شورای امنیت سازمان ملل متحد که در تاریخ ۰۹ آوریل ۱۹۹۱ تصویب شد، سندی بین‌المللی دربارهٔ عراق-کویت است. این قطعنامه طی نشست ۲۹۸۳ام با ۱۵ رای موافق، ۰ مخالف و ۰ ممتنع تصویب شد.